# Lecanora orizabana
Lecanora orizabana är en lavart som beskrevs av Vain. Lecanora orizabana ingår i släktet Lecanora och familjen Lecanoraceae.   Inga underarter finns listade i Catalogue of Life.